# Saint-Jean-de-Daye
Saint-Jean-de-Daye és un municipi francès situat al departament de la Manche i a la regió de Normandia. L'any 2007 tenia 608 habitants.

## Demografia

### Població
El 2007 la població de fet de Saint-Jean-de-Daye era de 608 persones. Hi havia 256 famílies de les quals 80 eren unipersonals (24 homes vivint sols i 56 dones vivint soles), 92 parelles sense fills, 72 parelles amb fills i 12 famílies monoparentals amb fills.
La població ha evolucionat segons el següent gràfic:
Habitants censats

### Habitatges
El 2007 hi havia 297 habitatges, 265 eren l'habitatge principal de la família, 13 eren segones residències i 18 estaven desocupats. 275 eren cases i 22 eren apartaments. Dels 265 habitatges principals, 161 estaven ocupats pels seus propietaris, 98 estaven llogats i ocupats pels llogaters i 6 estaven cedits a títol gratuït; 14 tenien dues cambres, 36 en tenien tres, 69 en tenien quatre i 146 en tenien cinc o més. 228 habitatges disposaven pel capbaix d'una plaça de pàrquing. A 121 habitatges hi havia un automòbil i a 105 n'hi havia dos o més.

### Piràmide de població
La piràmide de població per edats i sexe el 2009 era:
| Homes | Edats   | Dones |
| ----- | ------- | ----- |
| 0     | 95 o +  | 0     |
| 0     | 90 a 94 | 0     |
| 8     | 85 a 89 | 8     |
| 12    | 80 a 84 | 8     |
| 16    | 75 a 79 | 32    |
| 16    | 70 a 74 | 16    |
| 16    | 65 a 69 | 20    |
| 12    | 60 a 64 | 12    |
| 8     | 55 a 59 | 8     |
| 20    | 50 a 54 | 24    |
| 8     | 45 a 49 | 24    |
| 24    | 40 a 44 | 16    |
| 12    | 35 a 39 | 24    |
| 16    | 30 a 34 | 12    |
| 28    | 25 a 29 | 20    |
| 8     | 20 a 24 | 12    |
| 28    | 15 a 19 | 20    |
| 16    | 10 a 14 | 12    |
| 20    | 5 a 9   | 12    |
| 16    | 0 a 4   | 4     |

## Economia
El 2007 la població en edat de treballar era de 343 persones, 264 eren actives i 79 eren inactives. De les 264 persones actives 242 estaven ocupades (124 homes i 118 dones) i 22 estaven aturades (15 homes i 7 dones). De les 79 persones inactives 40 estaven jubilades, 14 estaven estudiant i 25 estaven classificades com a «altres inactius».

### Ingressos
El 2009 a Saint-Jean-de-Daye hi havia 262 unitats fiscals que integraven 594 persones, la mediana anual d'ingressos fiscals per persona era de 16.951 €.

### Activitats econòmiques
Dels 37 establiments que hi havia el 2007, 2 eren d'empreses extractives, 1 d'una empresa alimentària, 1 d'una empresa de fabricació d'altres productes industrials, 4 d'empreses de construcció, 7 d'empreses de comerç i reparació d'automòbils, 3 d'empreses de transport, 3 d'empreses d'hostatgeria i restauració, 2 d'empreses financeres, 1 d'una empresa immobiliària, 2 d'empreses de serveis, 9 d'entitats de l'administració pública i 2 d'empreses classificades com a «altres activitats de serveis».
Dels 15 establiments de servei als particulars que hi havia el 2009, 1 era una oficina d'administració d'Hisenda pública, 1 gendarmeria, 1 oficina de correu, 2 oficines bancàries, 1 taller de reparació d'automòbils i de material agrícola, 2 autoescoles, 1 guixaire pintor, 1 fusteria, 1 electricista, 2 perruqueries i 2 restaurants.
Dels 4 establiments comercials que hi havia el 2009, 1 era una botiga de més de 120 m², 1 una botiga de menys de 120 m², 1 una fleca i 1 una joieria.
L'any 2000 a Saint-Jean-de-Daye hi havia 15 explotacions agrícoles que ocupaven un total de 246 hectàrees.

## Equipaments sanitaris i escolars
El 2009 hi havia 1 farmàcia i 1 ambulància.
El 2009 hi havia una escola elemental integrada dins d'un grup escolar amb les comunes properes formant una escola dispersa. Saint-Jean-de-Daye disposava d'un col·legi d'educació secundària amb 230 alumnes.

## Poblacions més properes
El següent diagrama mostra les poblacions més properes.